# Liste der Biografien/Vom
Liste der Biografien |
Portal Biografien |
Personensuche
# |
A |
B |
C |
D |
E |
F |
G |
H |
I |
J |
K |
L |
M |
N |
O |
P |
Q |
R |
S |
T |
U |
V |
W |
X |
Y |
Z |
?
 
Va |
Vd |
Ve |
Vh |
Vi |
Vj |
Vl |
Vn |
Vo |
Vr |
Vs |
Vt |
Vu |
Vy
 
Voa |
Vob |
Voc |
Vod |
Voe |
Vof |
Vog |
Voh |
Voi |
Voj |
Vok |
Vol |
Vom |
Von |
Voo |
Vop |
Vor |
Vos |
Vot |
Vou |
Vov |
Vow |
Vox |
Voy |
Voz
Die Liste der Biografien führt alle Personen auf, die in der deutschsprachigen Wikipedia einen Artikel haben. Dieses ist eine Teilliste mit 47 Einträgen von Personen, deren Namen mit den Buchstaben „Vom“ beginnt.

## Vom
- Vom Bauer, Reinhard (* 1945), deutscher Schauspieler
- Vom Berge und Herrendorff, Maximilian (1825–1894), preußischer Oberst und Senioratsherr auf Ober-Herrendorf bei Glogau
- Vom Berge, Gerhard († 1398), deutscher römisch-katholischer Bischof
- Vom Berge, Joachim (1526–1602), deutscher Diplomat und Staatsmann
- Vom Bruch, Rudolf (1888–1959), deutscher Arzt und Regionalhistoriker
- Vom Büchel, Anna Catharina (1698–1743), christliche Prophetin, Zionitin und Zionsmutter
- Vom Busch, Rolf (1905–1971), deutscher Mörder, Hotelpage, wegen Mordes an dem Stricher Kurt Schönig verurteilt
- Vom Dahl, Jonny (* 1995), deutscher Sänger, Songwriter und Popmusiker aus Marburg
- Vom Endt, Hermann (1861–1939), deutscher Architekt
- Vom Endt, Rudi (1892–1966), deutscher Kunstmaler, Schriftsteller und Weinpoet
- Vom Grüt, Sophia († 1579), Schweizer Äbtissin des Zisterzienserinnenklosters Tänikon
- Vom Hagen, Aga (1872–1949), deutsche Malerin, Autorin und Kunstmäzenin
- Vom Hagen, Christoph (1592–1655), deutscher Bergbauunternehmer
- Vom Hagen, Heinrich (1619–1664), deutscher Bergbauunternehmer, Inhaber des Oberamtes Eisleben und schwedischer Major
- Vom Hagen, Henriette Ernestine Christiane (1760–1794), deutsche Dichterin
- Vom Hagen, Otto (1562–1626), deutscher Bergbauunternehmer
- Vom Hove, Walter (1881–1932), deutscher Verwaltungsjurist und Landrat
- Vom Luchs, Hans Jakob Escher (1734–1800), Schweizer Richter und Politiker
- vom Orde, Klaus (* 1956), deutscher evangelischer Theologe und Kirchenhistoriker
- Vom Rath, Adolph (1832–1907), deutscher Bankier
- Vom Rath, Anna (1839–1918), deutsche Salonière in Berlin
- Vom Rath, Ernst Eduard (1909–1938), deutscher Diplomat und Botschaftssekretär in ParisErnst Eduard vom Rath (1909–1938)

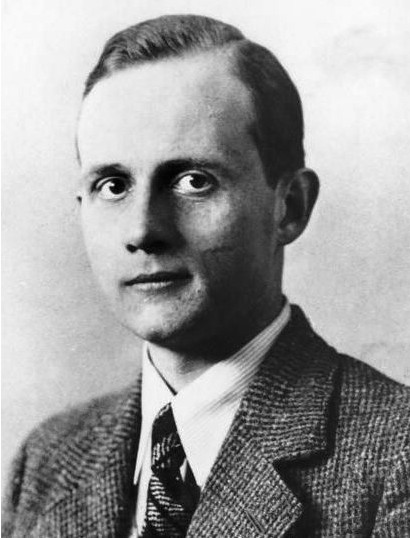
Ernst Eduard vom Rath (1909–1938)

- Vom Rath, Felix (1866–1905), deutscher Komponist
- Vom Rath, Gerhard (1830–1888), deutscher Mineraloge und Geologe
- Vom Rath, Hermann (1818–1890), preußischer Rittergutsbesitzer und Reichstagsabgeordneter
- Vom Rath, Hermann (1856–1917), deutscher Diplomat, Mitglied des Preußischen Abgeordnetenhauses
- vom Schemm, Wolfgang (1920–2003), deutscher Zeichner und Grafiker
- Vom Stein, Hans-Joachim (1927–2011), deutscher Politiker (CDU), MdL
- Vom Stein, Paul († 1584), deutscher Mediziner, Physiker und Pädagoge

### Voma
- Vomáčka, Boleslav (1887–1965), tschechischer Komponist, Musikkritiker und Jurist
- Vomáčka, Rudolf (1847–1926), tschechischer Baubeamter, Architekt und Denkmalpfleger
- Vomáčka, Sammy (* 1946), tschechischer Gitarrist

### Vomb
- Vombek, Rudolf (1930–2008), deutscher Maler des Informel
- Vomberg, Edeltraud (* 1960), deutsche Soziologin und Hochschullehrerin
- Vomberg, Johann (1801–1841), Mitglied der kurhessischen Ständeversammlung
- Vombergar, Andrés (* 1994), argentinischer Fußballspieler
- Vombömmel, Lino (1934–2007), brasilianischer Geistlicher und römisch-katholischer Bischof von Santarém

### Vome
- Vömel, Alex (1897–1985), deutscher Galerist und Kunsthändler
- Vömel, Annelise (1924–1991), deutsche Pflanzenbauwissenschaftlerin
- Vömel, Johann Theodor (1791–1868), deutscher Altphilologe, lutherischer Theologe und Gymnasialdirektor
- Vömel, Thomas (* 1968), deutscher Schriftsteller und Illustrator

### Vomf
- Vomfelde, Fritz (1900–1961), deutscher Politiker (Zentrum, CDU), MdL
- Vomfell, Andreas (1885–1970), deutscher Verwaltungsbeamter und Landrat

### Vomi
- Vomit, Vicki (* 1963), deutscher Musiker und KomikerVicki Vomit (* 1963)

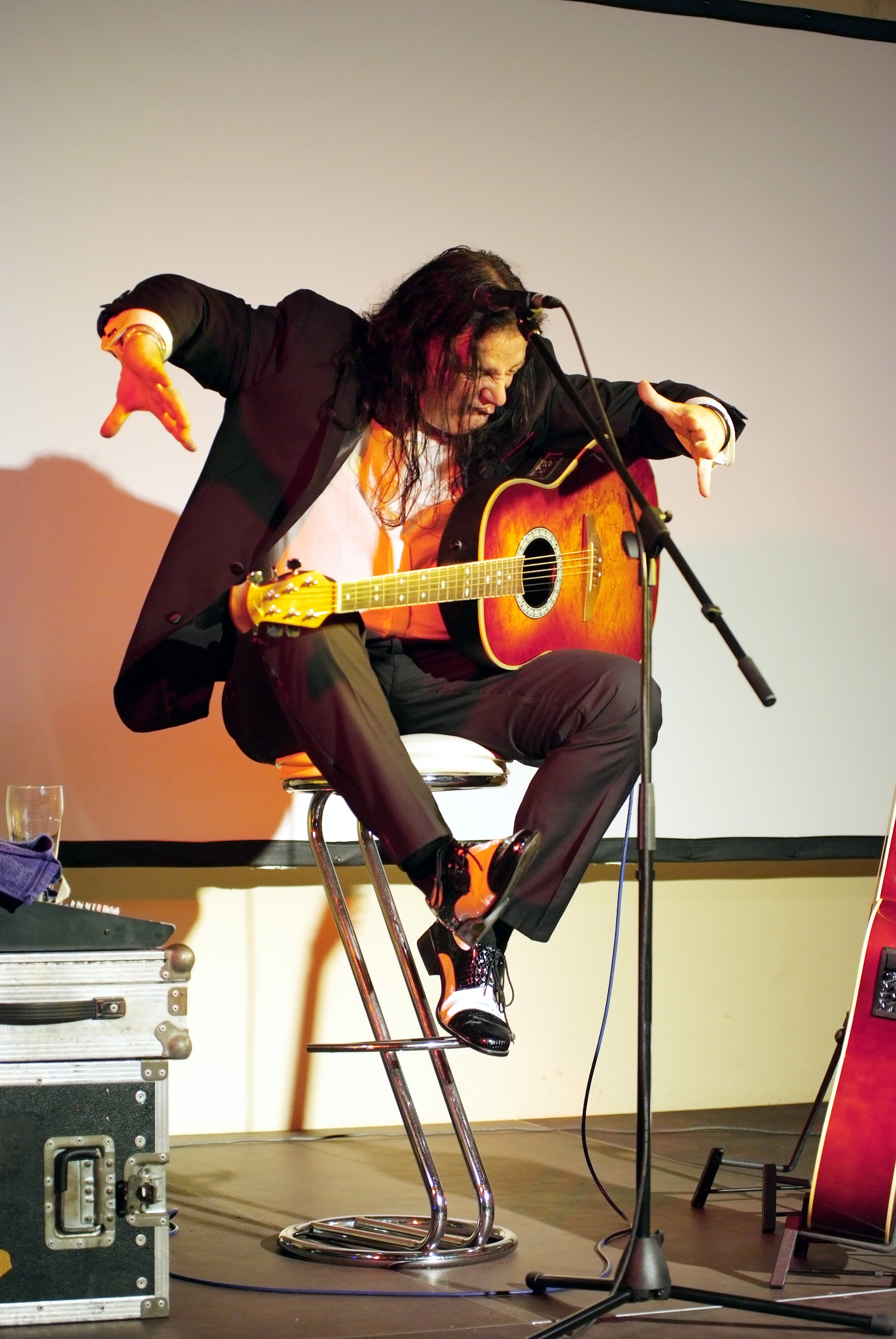
Vicki Vomit (* 1963)

### Vomm
- Vomm, Kristjan (* 1990), estnischer Fußballspieler

### Voms
- Vomstein, Elisabeth (1916–2017), deutsche Ärztin

### Vomv
- Vomvolos, Kostas (* 1959), griechischer Musiker